# 아레초의 키마이라

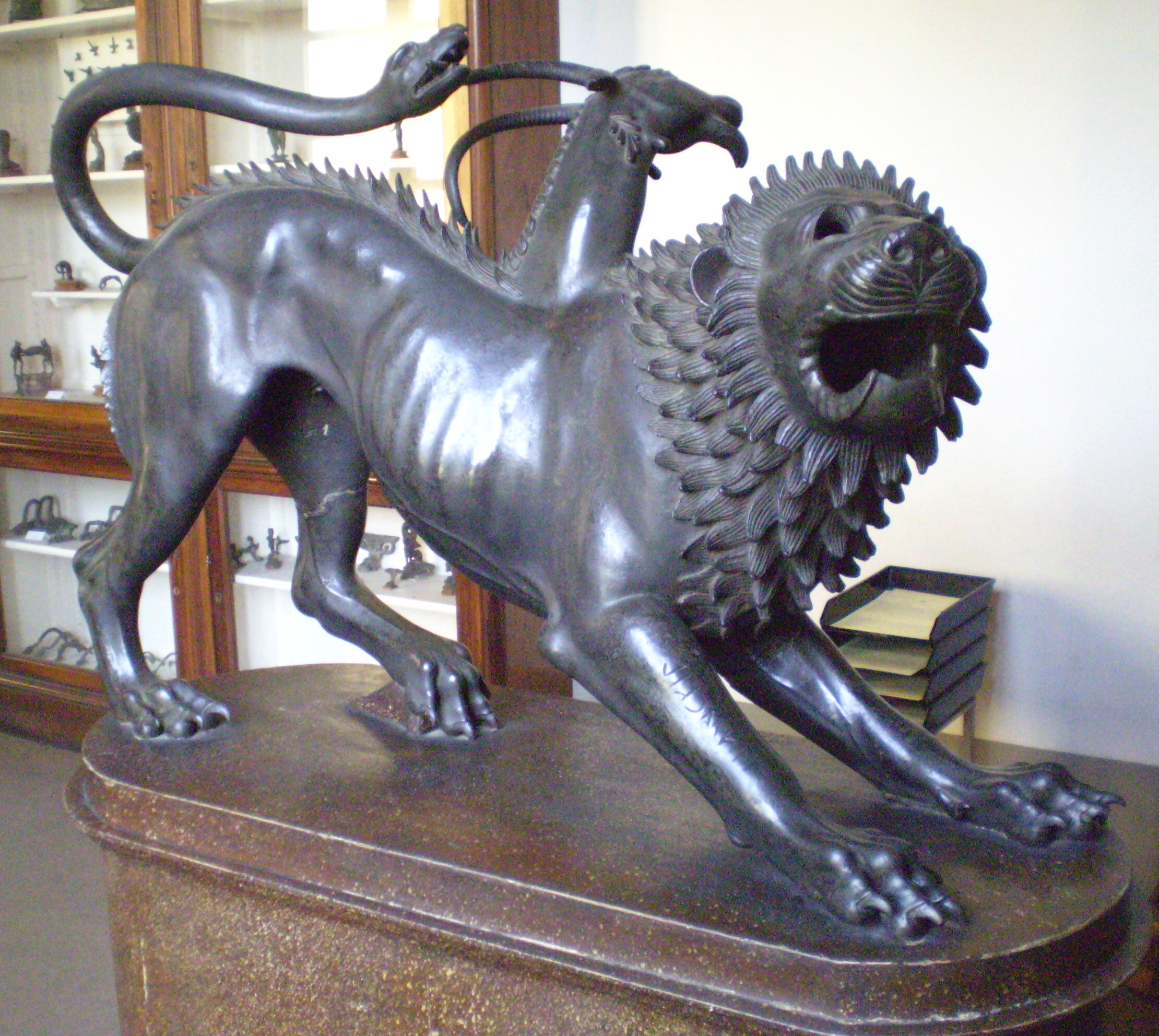
아레초의 키마이라

아레초의 키마이라(Chimera of Arezzo)는 1553년 아레초에서 발견된 키마이라 청동상이다. 현재 피렌체 국립 고고학 박물관에 전시되어 있다.

## 같이 보기
- 카피톨리나 늑대상